# 卡捷里尼夫卡 (克拉斯諾頓區)
48°27′37″N 39°31′36″E / 48.46028°N 39.52667°E
卡捷里尼夫卡（烏克蘭語：Катеринівка）是位於烏克蘭東部的村莊，由盧甘斯克州卢甘斯克区的青年近衛軍村市鎮負責管轄。該村始建於1956年，面積0.63平方公里，海拔高度69米，2001年人口79，人口密度每平方公里124.6人。